# ピーター・ノートン
ピーター・ノートン（Peter Norton、1943年11月14日 -  ）は、アメリカ合衆国のプログラマ・ソフトウェア発行者・著述家・慈善家である。ノートン インターネットセキュリティなどの、彼の名前を冠し、パッケージに彼の肖像写真を使用していたコンピュータソフトウェアでよく知られている。

## 経歴
1943年にワシントン州アバディーンで生まれ、シアトルで育った。オレゴン州ポートランドのリード大学に入学し、1965年に卒業した。
マイクロコンピュータが登場する以前、ボーイングやNASAジェット推進研究所(JPL)などの企業向けのメインフレームやミニコンピュータの仕事を数十年続けていた。彼は、初期の低レベルシステムユーティリティを、IBMが通常診断用に予約しているRAM領域にメインフレームのプログラマがアクセスできるように設計した。彼が作成した低レベルシステムユーティリティや説明書により、彼はこの分野に精通した人物として知られるようになった。これは、後の彼のパーソナルコンピュータにおける仕事の伏線となるものである。
1981年にIBMからIBM PCが発売されると、ノートンもそれをすぐに購入しようとした。そのころ、航空宇宙産業の縮小によりJPLを解雇されており、購入資金を得るために、彼はマイクロコンピュータのプログラミングを始めた。ある日、彼は誤って必要なファイルを削除してしまった。その際、彼はそのファイルを作り直すのではなく、削除したファイルを復旧させるプログラムを作成した。このプログラムは彼の友人の間でも好評となった。彼はこのようなユーティリティプログラム群を開発し、その販売を始めた。1982年、彼は30,000ドルと1台のIBMコンピュータでピーター・ノートン・コンピューティングを設立した。
ノートンコンピューティング社はDOSベースのユーティリティソフトウェアの先駆者だった。1982年に発表されたノートン ユーティリティーズには、DOSディスクから消去されたファイルを復元するUNERASEツールが含まれていた。ノートンは、彼1人が所属するソフトウェア開発会社を通じてプログラムを販売し、ユーザーグループの集まりやコンピュータ販売店にテクニカルノートを記載した小さなパンフレットを置いた。ある出版社が彼のパンフレットを見て、彼が技術的なテーマについて執筆ができることを知り、彼に電話で本の執筆を依頼した。1983年に彼の最初のコンピュータに関する著書、Inside the IBM PC: Access to Advanced Features & Programming (Techniques)が出版された。この本は1999年までに第8版まで出版されるベストセラーとなった。ノートンは、他にも何冊かの技術マニュアルやコンピュータ入門書を執筆した。1983年から1987年まではPC MagazineやPCWeekの月刊コラムを執筆した。彼はすぐにIBM PCの技術の第一人者として認められるようになった。
1984年、ノートンコンピューティング社の収益は100万ドルに達し、ノートン ユーティリティーズはバージョン3.0がリリースされた。当時、ノートンコンピューティング社には3人の事務職員が働いていた。ノートンは全てのソフトウェア開発、全ての本の執筆、全てのマニュアルの執筆と、会社の運営を行っていた。彼がやっていなかった唯一のことは、ソフトウェアのパッケージを詰めることだった。1985年7月に4人目の従業員で最初のプログラマであるBrad Kingsburyを雇用した。1985年後半、ノートンは日々の業務を管理するためにビジネスマネージャーを雇用した。
1985年、ノートンコンピューティング社は、ノートン エディタとノートン ガイドを開発した。ノートン エディタは、プログラマ用テキストエディタであり、スタンレー・レイフェルが開発した。ノートン ガイドは、アセンブリ言語やその他のIBM PC内部の参照情報を表示するだけでなく、適切なファイル形式にコンパイルされたその他の参照情報も表示できるTSRプログラムである。1986年には、DOS用のファイル管理ツールであるノートン コマンダーを開発した。
1983年9月、ノートンはThe Peter Norton Programmer's Guide to the IBM PCの執筆を開始した。この本は、オリジナルのPCプラットフォームでの低レベルプログラミング（BIOSとMS-DOSシステムコールの詳細を網羅）の一般的で包括的なガイドである。1985年に刊行された初版は、ピンク色のワイシャツを着たノートンの写真が表紙に使用されていたことから、"the pink shirt book"（ピンクのシャツの本）という愛称で呼ばれた。なお、腕を組んだノートンの写真はアメリカにおいて商標登録されている。1988年の第2版では、The New Peter Norton Programmer's Guide to the IBM PC & PS/2に改題されたが、ピンク色のワイシャツを着て腕を組んだ写真が再び表紙に使用された。第2版はリチャード・ウィルトンとの共同執筆となった。1993年にウィルトンとピーター・エイトケンとの共著による第3版が発行され、The Peter Norton PC Programmer's Bibleに改題された。Peter Norton's Inside the PCの最後の版は、パーソナルコンピュータ技術の大まかな紹介であり、白いワイシャツを着て腕を組んだノートンの写真が表紙に使用された。
ノートンコンピューティング社の収益は、1986年に500万ドル、1987年に1,100万ドル、1988年に1,500万ドルに増加した。同社の製品はユーティリティソフトの賞を受賞し、1988年にはInc.誌における成長著しい米国企業のトップ500に挙げられた。当時の従業員は38人だった。ノートン自身は、アーサー・ヤング社により「今年の起業家」に選ばれた。
1989年4月12日、ノートンは、ロン・ポズナーをノートンコンピューティング社の最高経営責任者(CEO)に任命した。ノートンは引き続き会長を務めた。ポズナーの目標は、同社を急速に主要なソフトウェアベンダに成長させることだった。就任後まもなく、ポズナーは新しい社長と最高財務責任者を雇い、営業担当副社長の職を新設した。
1990年3月、ノートンコンピューティング社は、ハードディスクのバックアップと復元を行うノートン バックアップをリリースした。同年7月には、Macintosh用のノートン ユーティリティが発売された。
1990年8月、ノートンはノートンコンピューティング社を7,000万ドルでシマンテックに売却した。ポズナーは合併に向けた調整を行った。ノートンには、シマンテックの株式の3分の1（約6,000万ドル相当）とシマンテックの取締役の職が与えられた。ピーター・ノートン・コンピューティング社はシマンテックの一部門となり、ピーター・ノートン・コンピューティング・グループに改名された。ノートンコンピューティング社の115人の従業員のうちの約3分の1は、合併後に解雇された。ノートンのブランド名は、ノートン アンチウイルス、ノートン 360、ノートン インターネットセキュリティ、ノートン システムワークス（最新バージョンのノートン ユーティリティーズを含む）、ノートン ゴーストなどのシマンテック製品に存続している。2001年までは、全てのノートンブランドの製品のパッケージに腕組みをしたピーター・ノートンの写真が使用されていた。
2002年よりエイコーン・テクノロジーズに「重要な投資」を行っており、同社の取締役会会長を務めている。2003年にeChinaCash社を設立し、ノートンが会長、ポズナーがCEOに就任した。

## 私生活
ノートンは、1970年代にサンフランシスコ湾岸地域の仏教寺院で約5年間過ごした。1983年、ノートンはカリフォルニア州ワッツ出身のアイリーン・ハリスと結婚した。2人の間には2人の子供がおり、ロサンゼルス近郊に住んでいた。1990年の夏にマサチューセッツ州のマーサズ・ヴィニヤードを訪れ、1891年築の家を購入して翌年一家で移り住んだ。
2000年に、夫婦は離婚した。その後、ノートンはほとんどの時間をニューヨークで過ごした。2001年2月、配線不良による火災によりマーサズ・ヴィニヤードの家を焼失したが、その後、焼失前とほぼ同じ形に再建した。そのころ、彼はニューヨークの投資家グウェン・アダムスとの交際を始めた。グウェン・アダムスは、元々マーサズ・ヴィニヤードの住民だった。それ以来、彼らは毎年夏の間の10週間をマーサズ・ヴィニヤードの家で過ごすようになった。2人は2007年5月に結婚した。

## 慈善活動
1989年、彼は当時の妻のアイリーンと共にピーター・ノートン・ファミリー財団を設立した。これは、非営利の現代視覚芸術団体や社会福祉団体に対する経済的支援を行う財団である。
ノートンは、カリフォルニア工科大学、カリフォルニア芸術大学、リード大学、カリフォルニア州サンタモニカのクロスロードスクール、およびニューヨーク近代美術館（1999年より）の理事も務めている。1999年よりMoMA PS1に参加し、2003年にその議長となった。2004年にホイットニー美術館の理事を務める。また、 ソロモン・R・グッゲンハイム美術館の国際理事会の実行委員会、同美術館の取得委員会、およびロサンゼルス・カウンティ美術館の委員会にも参加している。
ノートンは最初の妻と共に、アメリカで最大の現代美術コレクションの1つを構築した。作品の多くは世界中に貸し出されており、多くはシマンテック社で公開されていた。財団の本部はサンタモニカにある。ARTnews誌の世界のコレクタートップ200には、ノートンが常に掲載されている。
1999年、ノートンは、作家J・D・サリンジャーがジョイス・メイナード宛に書いた手紙を156,500ドルで落札した（サリンジャーは、1972年に当時18歳のメイナードとの1年間の関係があった）。メイナードは、財政的な理由で手紙の競売を余儀なくされたと述べた。ノートンは、手紙はサリンジャーに返還すると発表した。
1999年、ノートンはニューヨークのシグニチャーシアターカンパニーに60万ドルを寄付し、オフ・ブロードウェイにある拠点劇場を"Signature Theatre Company at the Peter Norton Space"に改称した。2012年に劇場が移転するまで、その名前のままだった。
2015年3月、彼のコレクションの大半が世界中の美術館に贈られた。ローズ美術館は、版画、彫刻、写真、その他のミクストメディアを含む41点の作品を受領した。
2016年4月、ノートンはコレクションから100点以上の作品を選択した大学美術館に寄贈した。75点をカリフォルニア大学リバーサイド校ARTSblock組織に、68点をノースウェスタン大学のブロック博物館に寄贈した。

## 著書
- Inside the IBM PC: Access to Advanced Features & Programming Techniques (1983)
- The Peter Norton Programmer's Guide to the IBM PC (1985)
- Visual Basic For Windows Versão 3.0, Tradução 3a.Edição Americana, Author: Steven Olzner/The Peter Norton Computing Group, Editora Campus, ISBN 85-7001-854-1
- Peter Norton's Assembly Language Book for the IBM PC by Peter Norton, John Socha
- Peter Norton's Intro to Computers 6/e by Peter Norton
- Inside the IBM PC by Peter Norton
- The Peter Norton Programmer's Guide to the IBM PC by Peter Norton
- Peter Norton's Guide to UNIX by Peter Norton, Harley Hahn
- Peter Norton's Introduction to Computers Fifth Edition, Computing Fundamentals, Student Edition by Peter Norton
- Peter Norton's Guide to Visual Basic 6 by Peter Norton, Michael R. Groh
- Peter Norton's DOS Guide Peter Norton's DOS Guide by Peter Norton
- Advanced Assembly Language, with Disk by Peter Norton
- Peter Norton's New Inside the PC by Peter Norton, Scott Clark
- Complete Guide to Networking by Peter Norton, David Kearns
- Peter Norton's Complete Guide to DOS 6.22 by Peter Norton
- Peter Nortons Guide to Windows Programming with MFC: With CDROM by Peter Norton
- PC Problem Solver by Peter Norton, Robert Jourdain
- Peter Norton's Windows 3.1 Pow by Peter Norton
- Peter Norton's Guide to Access 2000 Programming (Peter Norton (Sams)) by Peter Norton, Virginia Andersen
- Peter Norton's Complete Guide to Windows XP by Peter Norton, John Paul Mueller
- Peter Norton's Upgrading And Repairing P Cs by Peter Norton, Michael Desmond
- Peter Norton's Introduction to Computers: Essential Concepts by Peter Norton
- Peter Norton's Maximizing Windows Nt Server 4 by Peter Norton
- Peter Norton's Advanced DOS 6 by Peter Norton, Ruth Ashley, Judi N. Fernandez
- Peter Norton's Network Security Fundamentals by Peter Norton, Mike Stockman
- Peter Norton's Guide to Qanda 4 by Peter Norton, Dave Meyers
- The Peter Norton's Introduction to Computers Windows NT 4.0 Tutorial with 3.5 IBM Disk by Peter Norton
- Essential Concepts by Peter Norton
- Peter Norton's Macintosh by Peter Norton
- Word 2002: A Tutorial to Accompany Peter Norton's Introduction to Computers Student Edition with CD-ROM by Peter Norton
- Peter Norton's Introduction to Computers MS-Works 4.0 for Windows 95 Tutorial with 3.5 IBM Disk by Peter Norton, Kim Bobzien
- Peter Norton's Guide to Visual C++ [With CD (Audio)] by Peter Norton
- Complete Guide to TCP/IP by Peter Norton, Doug Eckhart (Joint Author)
- Peter Norton's Maximizing Windows 98 Administration (Sams)